# Шон Марион
Шон Двејн Марион (енгл. Shawn Dwayne Marion; Вокиган, Илиноис, 7. мај 1978) бивши је амерички кошаркаш. Играо је на позицијама крила и крилног центра.
На НБА драфту 1999. одабрали су га Финикс санси као 9. пика.

## Успеси

### Клупски
- Далас маверикси:
  - НБА (1): 2010/11.

### Репрезентативни
- Олимпијске игре:  2004.
- Игре добре воље:  2001.

### Појединачни
- НБА ол-стар меч (4): 2003, 2005, 2006, 2007.
- Идеални тим НБА — трећа постава (2): 2004/05, 2005/06.
- Идеални тим новајлија НБА — друга постава: 1999/00.